# Richard Wilbur
Richard Purdy Wilbur (Nueva York, Nueva York, 1 de marzo de 1921-Belmont, Massachusetts, 14 de octubre de 2017 fue un poeta, escritor y traductor estadounidense.
Ocupó el cargo de Poeta Laureado Asesor en Poesía de la Biblioteca del Congreso de los Estados Unidos entre 1987 y 1988. Asimismo, ganó el Premio Pulitzer de Poesía en dos ocasiones (1957 y 1989).

## Biografía

### Primeros años
Wilbur nació en Nueva York y fue criado en North Caldwell (Nueva Jersey). En 1942, se graduó del Amherst College y entre 1943 y 1945 sirvió en el Ejército de los Estados Unidos durante la Segunda Guerra Mundial. Luego de abandonar el Ejército, Wilbur realizó estudios de posgrado en la Universidad Harvard. Después de esto, enseñó en la Universidad Wesleyana por dos décadas y en el Smith College por otra década más. En la Universidad Wesleyana, Wilbur impulsó la creación de la Wesleyan Poetry Series publicada por la Wesleyan University Press. Wilbur se casó con Charlotte Hayes Ward en 1942, luego de su graduación del Amherst College; con ella tuvo una hija y tres hijos.

### Carrera literaria y crítica
Cuando tenía ocho años, Wilbur publicó su primer poema en la John Martin's Magazine. Su primer libro, The Beautiful Changes and Other Poems fue publicado en 1947. Desde entonces publicó varios poemarios. Wilbur también trabajó como traductor, especializándose en las comedias de Molière y los dramas de Jean Racine. Escribió también literatura infantil y crítica literaria.
Wilbur también escribió letras de canciones, aunque no es muy conocido por esta faceta. Él escribió algunas de las canciones de la opereta de 1956 Candide, incluyendo Glitter and Be Gay y Make Our Garden Grow.
Wilbur recibió numerosos reconocimientos por su labor. En 1983, recibió el Drama Desk Special Award por su traducción de El misántropo. En 1957, recibió el Premio Pulitzer en Poesía y el National Book Award por su poemario Things of This World. En 1971, recibió el Bollingen Prize, entregado por la Universidad Yale. En 1987, Wilbur sucedió a Robert Penn Warren como Poeta Laureado Asesor en Poesía de la Biblioteca del Congreso de los Estados Unidos. En 1989, ganó su segundo Pulitzer, en esta ocasión por el poemario New and Collected Poems. En 2006, fue galardonado con el Ruth Lilly Poetry Prize. Fue miembro de la Academia Estadounidense de las Artes y las Letras desde 1957.
Wilbur dominaba la forma poética tradicional, aunque un poema le podía llevar mucho tiempo de trabajo hasta llegar a su ideal. Para él la estructura tradicional proporcionaba formas ideales de expresión poética. Se puede afirmar que Wilbur fue un trascendentalista tardío, y estaba influenciado por Henry David Thoreau y, algo más cercano temporalmente, Robert Frost.
Durante las décadas de 1960 y 1970, Wilbur mantuvo su posición apolítica y su apego a las formas tradicionales de poesía, lo que le conllevó bastantes críticas; sin embargo, ya en los años 1980, con el retorno de la moda de lo tradicional y su elección como Poeta laureado, esas críticas desaparecieron.
Daniel Boorstin, bibliotecario del Congreso, al anunciarlo como Poeta laureado dijo de él: «un poeta para todos nosotros, cuyas elegantes palabras rebosan ingenio y paradojas».
Entre las críticas negativas que recibió se pueden destacar la de James Dickey, «uno tiene la sensación de que la astucia de la frase y la deliciosa idoneidad de los poemas de Wilbur a veces enmascaran una falta de voluntad o incapacidad para pensar o sentir profundamente; que los poemas tienden a desembocar en un juego muy sofisticado»; o la de Randall Jarrell, «nunca va demasiado lejos, pero nunca llega lo suficientemente lejos».
Sin embargo, muchos otros críticos han hablado bien de la poesía de Wilbur, como Robert B. Shaw, «si bien es cierto que algunos de los poemas anteriores de Wilbur viran con desconcertante brusquedad de lo naturalista a lo estético, de hecho, nunca ha evitado los temas negativos tan completamente como algunos críticos han acusado»; el mismo Jarrell que lo había criticado, hablando de su poema A Baroque Wall-Fountain in the Villa Sciarra (incluido en la colección Things of This World), dice que es «uno de los poemas más maravillosamente bellos, uno de los más casi perfectos que haya escrito cualquier estadounidense»; y James Longenbach afirmó que «los poemas de Wilbur importan no porque puedan o no tener estilo en un momento dado, sino porque mantienen vivo el idioma inglés; los grandes poemas de Wilbur se sienten tan frescos, tan sorprendentes, tan desconcertantes, tan impactantes… como lo hicieron hace 50 años».

## Obras
Fuente: Página del autor en Poetry Foundation.

### Poesía
- 1947: The Beautiful Changes, and Other Poems, Reynal.
- 1950: Ceremony, and Other Poems, Harcourt.
- 1956: Things of This World: Poems, Harcourt.
- 1957: Poems, 1943-1956, Faber.
- 1961: Advice to a Prophet, and Other Poems, Harcourt.
- 1963: The Poems of Richard Wilbur, Harcourt.
- 1969: Walking to Sleep: New Poems and Translations, Harcourt.
- 1974: Seed Leaves: Homage to R. F., David R. Godine.
- 1976: The Mind-Reader: New Poems, Harcourt.
- 1981: Seven Poems, Abbatoir Editions.
- 1988: New and Collected Poems, Harcourt.
- 2000: Mayflies: New Poems and Translations, Harcourt.
- 2004: Collected Poems: 1943-2004, Harcourt.
- 2010: Anterooms: New Poems and Translations, Harcourt.

### Traducciones
- 1955: The Misanthrope: Comedy in Five Acts, 1666, Harcourt. Traducción de Le Misanthrope ou l'Atrabilaire amoureux de Molière.
- 1963: The Pelican from a Bestiary of 1120, autopublicado. Traducción de un poema de Le Bestiaire, de Philippe de Thaon.
- 1963: Tartuffe: Comedy in Five Acts, 1669, Harcourt. Traducción de Tartuffe ou l'imposteur de Molière.
- 1965: The Misanthrope & Tartuffe, Harcourt.
- 1971: The School for Wives: Comedy in Five Acts, 1662, Harcourt. Traducción de L'École des femmes de Molière.
- 1978: The Learned Ladies: Comedy in Five Acts, 1672, Harcourt. Traducción de Les Femmes savantes de Molière.
- 1982: Andromache: Tragedy in Five Acts, 1667, Harcourt. Traducción de Andromaque de Jean Racine.
- 1982: Moliere: Four Comedies, Harcourt.
- 1982: The Whale and Other Uncollected Translations, BOA Editions.
- 1986: Phaedra, Harcourt. Traducción de Phèdre de Jean Racine.
- 1992: The School for Husbands, Harcourt. Traducción de L'école des maris de Molière.
- 1993: The Imaginary Cuckold, Dramatists Play Service. Traducción de Sganarelle ou le Cocu imaginaire de Molière.
- 1994: The School for Husbands & Sganarelle, or The Imaginary Cuckold, Harcourt.
- 1995: Amphitryon, Dramatist Play Service. Traducción de Amphitryon de Molière.
- 1997: L’invitation au voyage, or Invitation to the Voyage: A Poem from the Flowers of Evil, 1854, Little, Brown and Company. Traducción de uno de los poemas de Les Fleurs du mal de Baudelaire.
- 2001: Don Juan, Dramatist Play Service. Traducción de Dom Juan de Molière.

### Teatro
- 1957: Candide: A Comic Operetta Based on Voltaire’s Satire, Random House. Musical basado en la obra de Voltaire con adaptación de Lillian Hellman y música de Leonard Bernstein. Autor de las letras de las canciones en colaboración con John Latouche, Dorothy Parker, Lillian Hellman y Leonard Bernstein.

### Editor
- 1955: Modern American and Modern British Poetry, Harcourt. En colaboración con Louis Untermeyer y Karl Shapiro.
- 1955: A Bestiary, Pantheon.
- 1959: Complete Poems de Edgar Allan Poe, Dell. Edición, introducción y notas.
- 1962: Major Writers of America, Harcourt.
- 1966: Poems de William Shakespeare, Penguin. Edición e introducción.
- 1974: The Narrative of Arthur Gordon Pym, David R. Godine. Edición e introducción.
- 1978: Selected Poems de Witter Bynner, Farrar, Straus and Giroux. Edición e introducción.

### Otros
- 1955: The New Landscape in Art and Science, Paul Theobald. Contribuyente.
- 1959: Poems, Spoken Arts. Audio.
- 1960: Emily Dickinson: Three Views, Amherst College Press. Crítica literaria.
- 1961: Advice to a Prophet, and Other Poems, Harcourt.
- 1962: The Moment of Poetry, Johns Hopkins Press. Contribuyente.
- 1963: Loudmouse, Collier. Literatura infantil.
- 1968: Prince Souvanna Phouma: An Exchange between Richard Wilbur and William Jay Smith, Phoenix Book Shop.
- 1970: Digging to China: Poem, Doubleday. Literatura infantil.
- 1973: Opposites: Poems and Drawings, harcourt. Poesía infantil.
- 1976: Responses: Prose Pieces, 1953-1976, Harcourt.
- 1986: On Freedom’s Ground. Cantata con música de William Schuman y letras del autor.
- 1990: Conversations with Richard Wilbur, University Press of Mississippi.
- 1991: More Opposites, Harcourt. Poesía infantil.
- 1991: A Life in Photography, Knopf. Autor del prólogo.
- 1994: A Game of Catch, Harcourt.
- 1995: Runaway Opposites, Harcourt.
- 1997: The Catbird’s Song: Prose Pieces, 1963-1995, Harcourt.
- 1998: The Disappearing Alphabet, Harcourt. Literatura infantil.
- 2000: Opposites, More Opposites, and a Few Differences, Harcourt. Poesía infantil.
- 2000: The Pig in the Spigot, Harcourt. Literatura infantil.

## Premios
- 1952: Beca Guggenheim.[8]
- 1957: Premio Nacional del Libro de Poesía por Things of This World.[9]
- 1957: Premio Pulitzer de Poesía por Things of This World.[10]
- 1963: Beca Guggenheim.[8]
- 1971: Bollingen Prize for Poetry por ''Walking to Sleep: New Poems and Translations.[11]
- 1983: Drama Desk Awards - Special Award por su trayectoria.[12]
- 1983: Premio PEN/Traducción por la traducción Four Comedies: The Misanthrope, Tartuffe, The Learned Ladies, The School for Wives[13]
- 1987-88: Poeta laureado de la Biblioteca del Congreso de los Estados Unidos.[14]
- 1988: Laurence Olivier Award for Best New Musical por Candide: A Comic Operetta Based on Voltaire’s Satire.[15]
- 1989: Saint Louis Literary Award de la Universidad de San Luis.[16]
- 1989: Premio Pulitzer de Poesía por New and Collected poems.[17]
- 1994: PEN/Ralph Manheim Medal for Translation.[18]
- 1994: Medalla Nacional de las Artes otorgado por el Congreso de los Estados Unidos.[19]
- 1996: Medalla Robert Frost de la Poetry Society of America.[20]
- 2003: Premio Wallace Stevens de la Academy of American Poets.[21]
- 2006: Ruth Lilly Poetry Prize de la Poetry Fundation.[22]